# Asarum
Asarum är en del av tätorten Karlshamn i Karlshamns kommun och kyrkby i Asarums socken i Blekinge län. Fram till 1970 var orten en egen tätort för att då växa samman med Karlshamn. 
I Asarum bodde det 7 773 personer 2007.

## Historia
1857 drabbades samhället av koleran. Smittan tog med sig ett sextiotal människooffer.

### Befolkningsutveckling
| Befolkningsutvecklingen i Asarum 1950–1965                                              | Befolkningsutvecklingen i Asarum 1950–1965 | Befolkningsutvecklingen i Asarum 1950–1965 | Befolkningsutvecklingen i Asarum 1950–1965 | Befolkningsutvecklingen i Asarum 1950–1965 |
| --------------------------------------------------------------------------------------- | ------------------------------------------ | ------------------------------------------ | ------------------------------------------ | ------------------------------------------ |
|                                                                                         |                                            |                                            |                                            |                                            |
| År                                                                                      |                                            |                                            | Folkmängd                                  | Areal (ha)                                 |
| 1950                                                                                    | 1950                                       |                                            | 2 350                                      | ##                                         |
| 1960                                                                                    | 1960                                       |                                            | 2 409                                      | 316                                        |
| 1965                                                                                    | 1965                                       |                                            | 3 553                                      | 335                                        |
| Anm.: Sammanvuxen med Karlshamn 1970. ## Som tätort/befolkningsagglomeration 1920–1950. |                                            |                                            |                                            |                                            |

## Samhället
I samhället finns Asarums kyrka och Stenbacka lantbruksmuseum.
Asarums IF (fotboll) och Asarums bangolfsklubb är lokala idrottsklubbar. 